# أوغو براشيتي بيريتي
أوغو ماريا براشيتي بيريتي (بالإيطالية: Ugo Brachetti Peretti)‏ (ولد في 8 يوليو 1965، روما) هو مدير تنفيذي إيطالي في شركة نفط.

## العائلة
كان والده الكونت ألدو ماريا براشيتي بيريتي فارس ديل لافورو رئيس مجموعة شركات المجهول للنفط الإيطالية لمدة ثلاثين عاما حتى تقاعده في سبتمبر 2007. تأسست الشركة من قبل جده فارس ديل لافورو فرديناندو بيريتي. والدته ميلا بيريتي وهي المفتش الوطني للصليب الأحمر الإيطالي الذي عملت فيه لأكثر من 30 عاما. هي المرأة الوحيدة في إيطاليا التي تحمل رتبة عسكرية. في عام 2005 تزوج بيريتي من الكونتيسة إيزابيلا بوروميو أريز تافيرنا. لديهما ثلاثة أطفال: أنجيرا (مواليد 2005) ولودوفيكو (مواليد 2008) وابنه الثاني فيديريكو (مواليد 2012).

## المسيرة المهنية
تلقى تعليمه في كلية المجتمع الأمريكي في لندن حيث تخرج في عام 1983 مع شهادة البكالوريا الدولية ثم حصل على بكالوريوس في إدارة الأعمال من الجامعة الأمريكية في روما في عام 1987. حصل لاحقا على تخصصه في جامعة بوسطن. أكمل خدمته العسكرية كضابط في الشرطة.
بعد عام 1990 بدأ العمل كمدير في الشركة العائلية التي هو وإخوته يملكون 100٪ من الأسهم. خلال فترة عمله مع المجموعة شغل العديد من المناصب ففي البداية شغل «دورة المصب» (مزيج من الأنشطة مثل التسليم والنقل وتكرير وبيع وتسويق النفط). في عام 2007 بعد سلسلة من الترقيات أصبح رئيسا للشركة. بهذه الصفة ركز أنشطة المجموعة على قطاع النفط مع تعزيز شبكة التوزيع وتحسين مصفاة فالكونارا. يحمل العديد من مناصب الرئيس ونائب الرئيس والمستشار داخل المجموعة فضلا عن كونه عضوا في مجالس إدارة يونكريديتو والمجلس التنفيذي ل«اتحاد روما الصناعي» ونيوني بيتروليفيرا.